# Костлан Іван Йосипович
Іван Йосипович Костл́ан (2 грудня 1877, Київ — 10 квітня 1963, Москва) — радянський фаготист, музичний педагог, професор.

## Життєпис
Народився 20 листопада [2 грудня] 1877 року в місті Києві (нині Україна) у сім'ї робітника-машиніста. 1897 року закінчив Київське художнє училище (клас фагота С. Дуди).
З 1897 року виступав в оркестрі італійської опери, згодом — Московського оперного театру «Вінтер». 1902 року закінчив Московську консерваторію (клас фагота В. І. Крістеля). На випускному екзамені, що відбувся у травні 1902 року, виконав велику і складну програму, здобувши схвалення директора консерваторії Василя Сафонова, який очолював екзаменаційну комісію.
У 1901 році, за рік до закінчення консерваторії, за конкурсом був прийнятий в оркестр Большого театру, де виконував музику до 1943 року. Водночас з 1922 по 1963 рік працював у Московській консерваторії (викладач класу фагота, професор з 1939 року), у 1930–1950-х роках — в Музичному училищі при ній, з 1944 року — у Вищому училищі військових капельмейстерів Червоної армії. Серед учнів Павло Караулов, Павло Савельєв, Роман Терьохін, Юрій Неклюдов, Микола Зуєвич, Уйалбай Нусупов.
Помер у Москві 10 квітня 1963 року. Похований у Москві на Ваганьковському кладовищі (ділянка № 21).

## Творчість
Автор 2-х збірок перекладень для фагота і фортепіано, 4-х концертів етюдів для фагота, Каденції для концерту та фагота Вольфганга Амадея Моцарта.

## Відзнаки
1947 року митець був нагороджений орденом «Знак Пошани» та медалями «За доблесну працю» і «За перемогу над Німеччиною».